# Лорон оливковий
Лорон оливковий (Schiffornis olivacea) — вид горобцеподібних птахів родини бекардових (Tityridae).

## Поширення
Вид поширений у Гвіані, на сході Венесуели та на півночі Бразилії. Його природні місця проживання — субтропічні або тропічні вологі низинні ліси та субтропічні або тропічні вологі гірські ліси.